# Leolala
Leolala (Leo-Lala) ist eine osttimoresische Aldeia im Suco Soro (Verwaltungsamt Ainaro, Gemeinde Ainaro). 2015 lebten in der Aldeia 352 Menschen.

## Geographie
Die Aldeia Leolala liegt im Norden des Sucos Soro. Südöstlich befindet sich die Aldeia Terlora, südlich und westlich die Aldeia Guer-Udo und nördlich die Aldeia Poelau. Im Osten grenzt Leolala an den zum Verwaltungsamt Hatu-Builico gehörenden Suco Mauchiga. Die Grenze zu Mauchiga bildet der Fluss Belulik. Im Zentrum von Leolala liegt der Berg Surolan (1228 m). Westlich vom Berg befindet sich ein Teil von Soro, dem Hauptort des Sucos. Der Rest der Aldeia ist nahezu unbesiedelt.